# Nasa (peuple)
Pour les articles homonymes, voir Nasa.
Le peuple Nasa, également appelé Páez est un peuple natif d’Amérique de Colombie vivant dans le département du Cauca, dans la zone andine du sud-ouest de la Colombie. Les municipalités qui comptent les plus grands groupes de population Nasa sont Toribío, Páez et Caldonoibío. En plus du Cauca, on compte aussi quelques communautés Nasa dans les départements de la Vallée du Cauca, de Tolima, de Putumayo, de Huila, de Caquetá et de Meta.

## Histoire
En accord avec la toponymie, l'on peut déduire que les Nasa vivaient historiquement dans la vallée géographique du Cauca. En effet, beaucoup de lieux portent des noms de la langue Nasa, tels que Cali (kaly 'tissu tressé sans aiguille') ou  Buga ('grand pot'). Les Nasas vivaient traditionnellement en travaillant comme orfèvres, potiers et agriculteurs. À la suite de l'arrivée des Espagnols, ils se sont réfugiés dans les montagnes avoisinantes pour résister à la conquête. La dénomination de Paez est une castillanisation de pats, à la droite (du fleuve Cauca), région montagneuse de la cordillère centrale où s'est maintenue la résistance. 
Au début du XVIIIe siècle, la couronne espagnole signe un traité avec certains leaders Nasa tels que Juan Tama de la Estrella, qui reconnait les territoires indigènes que la résistance avait défendus jusqu'ici comme réserve indigène. En échange de ce droit à l'autonomie, les Nasa ont accepté les lois coloniales ainsi que l'envoi de missionnaires catholiques. Les Nasa ont néanmoins gardé leurs mines de cuivre ainsi que l'art de l’orfèvrerie de ce métal, qui a ensuite été remplacé par des objets importés. Dès lors, la disparition de la culture Nasa a commencé, provoquée par l'érosion des fondements économiques, la perte d'autonomie et la réduction du territoire. 
Le programme de Bolivar et les premiers décrets du gouvernement de la grande Colombie reconnaissent les terres de réserves indigènes et favorisent leur restitution. Ce programme ne fut jamais mis à exécution et les colons grands cultivateurs Caucanais ont continué à harceler les Nasa pour obtenir plus de terrain, rétrécissant l'extension des territoires indigènes en se basant sur des moyens légaux tout comme illégaux. 
Quintin Lame a dirigé à partir du début du XXe siècle la lutte pour la récupération des réserves indigènes dans le Cauca. Persécuté et exilé dans le département de Tolima, il continue à lutter. La direction du mouvement indigène du Cauca a perduré grâce à son successeur José Gonsalo Sanchez, de Totoro, président du la confédération paysanne et indigène, qui fut assassiné en 1952. À nouveau, les Nasa furent victimes de grandes violences, et ont reperdu une grande partie de leur réserve alors que leur organisation était à nouveau détruite. 
En 1970, les Nasa avec d'autres peuples indigènes du Cauca fondent le Conseil Régional Indigène du Cauca (CRIC) pour récupérer leur territoire, défendre leur culture et obtenir l'autonomie. La lutte du CRIC, marquée par la répression, les assassinats de ses leaders et les massacres, a permis que 544 000 hectares soient reconnus comme territoire indigène dans le Cauca. Avec d'autres peuples indigènes du pays, le CRIC est parvenu a inscrire dans la constitution colombienne de 1991 les droits fondamentaux des peuples indigènes tels que l'autonomie et l'inaliénation des réserves indigènes. À peine quatre mois plus tard, dans un lieu connu comme El Nilo, vingt-quatre indigènes se font assassiner par les paramilitaires. Cela exprime bien le contradiction qui se vit aujourd'hui dans le Cauca: d'une part une avancée de la reconnaissance des droits et de la récupération des territoires indigènes, mais d'autre part la souffrance et les risques causés par la violence provoquée par le conflit armé que traverse le pays. 
En juillet 2012, après que plusieurs personnes ont été blessées près de Toribío par des attaques à l'explosif des FARC, des émeutes éclatent. En effet, la communauté des Nasa de ce secteur, qui bénéficie d'une autonomie de gestion, exige le départ de l'armée, jugeant que sa présence attise l'activité de la guérilla marxiste. Or, le président Juan Manuel Santos exclut que l'État démilitarise « le moindre centimètre de son territoire ». Un dialogue s'ouvre alors entre le gouvernement et la communauté indigène en présence d'un coordinateur de l'ONU en Colombie, l'objectif étant de « porter la voix du mouvement indigène auprès du gouvernement » selon Feliciano Valencia, l'un des chefs indiens. Alors que des militants indigènes ont déjà demandé aux FARC et à l'armée de quitter leur territoire, ils demandent que la sécurité de leur région soit confiée à la Garde indigène, Juan Manuel Santos se disant prêt à négocier avec eux.

## Démographie
Selon le recensement de la population effectué en 2005 par le DANE, 186 178 personnes sont reconnues appartenir au peuple nasa. 94 971 sont des hommes et 91 207 sont des femmes. La population Nasa se concentre notamment dans les départements du Cauca, du Valle del Cauca et du Putumayo.

## Économie
La majorité des Nasa vivent de l'agriculture. La culture la plus fréquente est le maïs, mais selon la couche thermique, ils cultivent aussi des haricots, des pommes de terre, des mures, des lulos, du café, des bananes plantains et du manioc. Ils pratiquent aussi l'élevage bovin, l'élevage de petits animaux et l'artisanat. Les travaux s'effectuent d'une part par les familles, mais aussi comme projets communautaires. Une autre partie de la population s'occupe des services (transport, commerce, éducation, santé, administration publique). On observe aussi des migrations saisonnières d'indigènes pour travailler comme journalier dans les plantations de canne à sucre et pour d'autres travaux. 
Pour les Nasa, le travail communautaire, appelé minga, est très important. Il s'articule de deux manière différentes. D'une part, le pi'ky nasa où une assemblée de personnes accepte une invitation d'une famille pour les aider, par exemple à construire une maison ou lors d'une récolte. D'autre part le travail pour la communauté organisé par l'autorité locale (cabildo).

## Cosmologie
Dans la cosmologie Nasa, le concept de maison, yet (ou yat dans certaines communautés), est fondamental. La maison est considérée comme un espace de vie, une enveloppe protectrice et une construction collective de vie. Une ancêtre et un ancêtre ont rempli le rôle d'intégrateur. Les êtres n'étaient que du vent et des esprits, mais la ancêtre et l'ancêtre les ont convoqués pour qu'ils aient une maison et puissent ainsi avoir un corps. Comme ils s'affrontaient les uns avec les autres et se blessaient, les ancêtres leur dirent qu'ils ne pouvaient pas continuer à se diviser mais qu'ils devaient s'unir, et ainsi ils s'unirent et eurent chacun leur propre corps. Ainsi se fit l'univers et de cette manière sont apparues les maisons de chacun: les maisons des animaux, la maison du soleil et bien sûr la maison des Nasa, le territoire Nasa, la communauté comme maison collective, la maison de chacune des familles et le corps qui est aussi une maison. Et c'est ainsi que chaque maison a un cœur (le foyer), des yeux (les fenêtres), une bouche (la porte), des côtes (les murs) et des pieds (les colonnes). 
Les principaux héros culturels sont liés à la défense de l'unité du territoire, de la maison des Nasa.
- Dxi'pam, le visage du tonnerre, qui dans les récits plus anciens affronta les Pijaos avec la fronde i'suth puis affronta les Espagnols. Avant il vivait dans un trou sous la terre, mais après s'être battu, il s'est retiré dans un lac. Pour cette raison les autorités communautaires vont au lac pour lui parler et refroidir le bâton de commandement, pour que dans la maison les gens restent en bonne santé et ne meurent pas. Dxi’pam est le prototype de Juan Tama, le fils du tonnerre dont on dit aussi qu'il est né d'une rivière en forme de calebasse et qu'il a été nourri par quatre femmes avant que son corps ne croisse. Dxi'pam se présente comme un compagnon de lutte.
- Juan Chiracol ou Sxî'hra'cu'le le fils d'un tigre et d'une indigène. Ce fut lui qui donna l'ordre de ne pas vendre le territoire, ordre qui fut répété par Juan Tama.